# Trafford, Alabama
Trafford là một thị trấn thuộc quận Jefferson, tiểu bang Alabama, Hoa Kỳ. Dân số năm 2009 là 498 người, mật độ đạt 79 người/km².